# Nahunta
Nahunta és una població dels Estats Units a l'estat de Geòrgia. Segons el cens del 2000 tenia 930 habitants.

## Demografia
Segons el cens del 2000, Nahunta tenia 930 habitants, 375 habitatges, i 253 famílies. La densitat de població era de 120,1 habitants/km².
Dels 375 habitatges en un 30,9% hi vivien nens de menys de 18 anys, en un 44% hi vivien parelles casades, en un 18,7% dones solteres, i en un 32,3% no eren unitats familiars. En el 28,8% dels habitatges hi vivien persones soles l'11,5% de les quals corresponia a persones de 65 anys o més que vivien soles. El nombre mitjà de persones vivint en cada habitatge era de 2,44 i el nombre mitjà de persones que vivien en cada família era de 2,92.
Per edats la població es repartia de la següent manera: un 27,3% tenia menys de 18 anys, un 8,4% entre 18 i 24, un 26,6% entre 25 i 44, un 25,6% de 45 a 60 i un 12,2% 65 anys o més.
L'edat mediana era de 36 anys. Per cada 100 dones de 18 o més anys hi havia 86,7 homes.
La renda mediana per habitatge era de 25.368 $ i la renda mediana per família de 29.792 $. Els homes tenien una renda mediana de 26.184 $ mentre que les dones 21.083 $. La renda per capita de la població era de 12.790 $. Entorn del 22% de les famílies i el 30,1% de la població estaven per davall del llindar de pobresa.

## Poblacions més properes
El següent diagrama mostra les poblacions més properes.